# Cantonul Chaumont-Porcien
Cantonul Chaumont-Porcien este un canton din arondismentul Rethel, departamentul Ardennes, regiunea Champagne-Ardenne, Franța.

## Comune
| Comune              | Populație (1999) | Cod poștal | Cod INSEE |
| ------------------- | ---------------- | ---------- | --------- |
| Chappes             | 91               | 08220      | 08102     |
| Chaumont-Porcien    | 473              | 08220      | 08113     |
| Doumely-Bégny       | 86               | 08220      | 08143     |
| Draize              | 100              | 08220      | 08146     |
| Fraillicourt        | 204              | 08220      | 08178     |
| Givron              | 85               | 08220      | 08192     |
| Montmeillant        | 84               | 08220      | 08307     |
| Remaucourt          | 135              | 08220      | 08356     |
| Renneville          | 235              | 08220      | 08360     |
| Rocquigny           | 755              | 08220      | 08366     |
| La Romagne          | 119              | 08220      | 08369     |
| Rubigny             | 64               | 08220      | 08372     |
| Saint-Jean-aux-Bois | 138              | 08220      | 08382     |
| Vaux-lès-Rubigny    | 57               | 08220      | 08465     |